# أبو قرن (سمك)

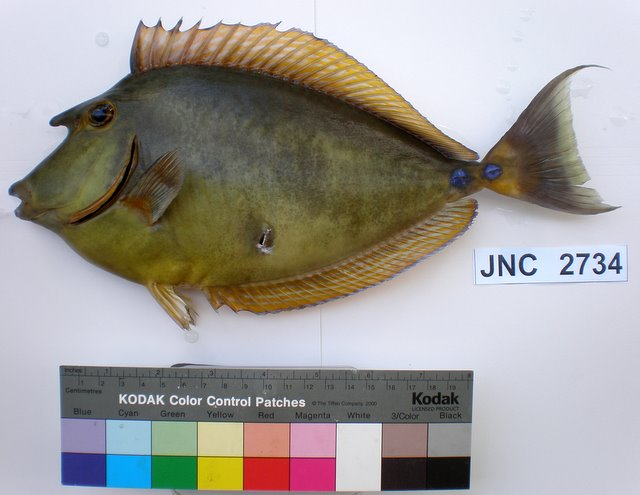
Naso unicornis من كاليدونيا الجديدة

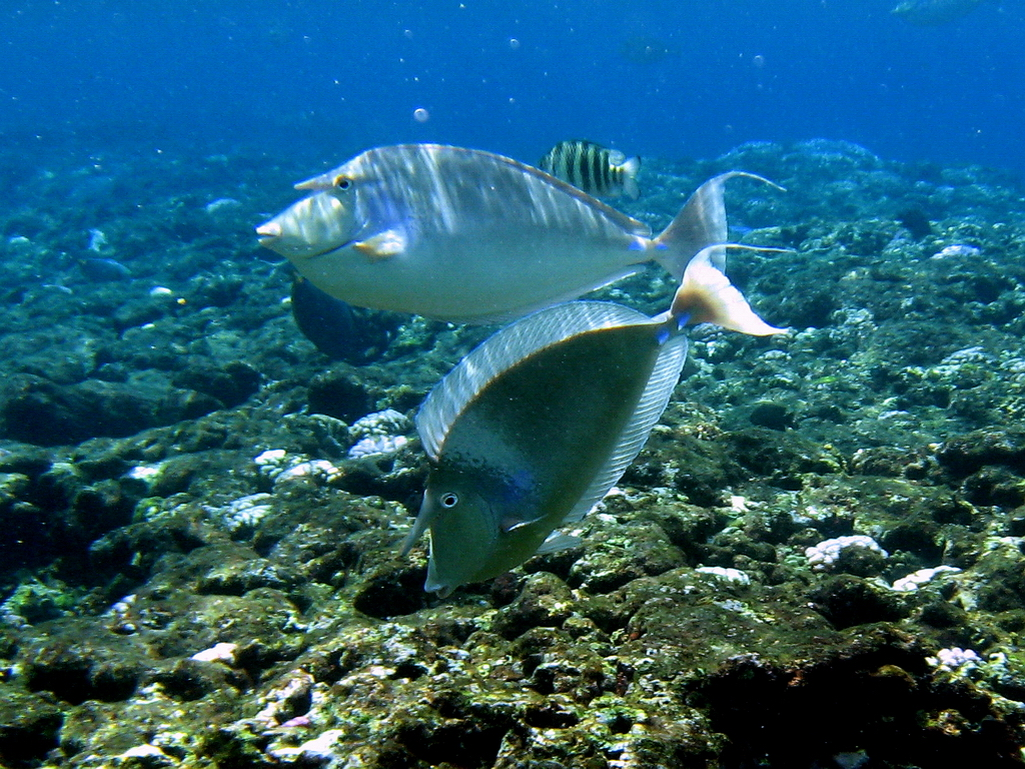
سمكتا أبو قرن في المياه الضحلة لمحمية الحيد البحري الموجود في الجزيرة الخضراء (تيوان)

أبُو قَرْن سمك بحري ينتمي لفصيلة التانج، له قرن في مقدم رأسه وفي بعض الأحيان يربى هذا النوع من السمك كسمك زينة ويبلغ طوله إلى 70 سنتيمتراً